# Yuliya Chernoy
Yuliya Chernoy (en hebreo: יוליה צ'רנוי; nacida el 6 de diciembre de 1979) es una atleta paralímpica israelí especializada en remo y tiro para personas con discapacidad. Ganó una medalla de oro en la competencia de rifle de posición propensa de 10 metros en el Campeonato Europeo por Equipos de 2022, una medalla de bronce en el Campeonato Mundial de 2022 en Abu Dhabi, y dos medallas en el Campeonato Mundial de 2023 en Lima.[cita requerida] Compitió por Israel en los Juegos Paralímpicos de París 2024.

## Primeros años
Chernoy nació en Kazajistán con una parálisis cerebral leve, lo que le dificulta caminar con su pierna derecha y usar su mano derecha; utiliza un bastón para caminar. Emigró a Israel sin su familia en el año 2000.

## Carrera deportiva
A los 31 años, Chernoy comenzó a practicar deportes para personas con discapacidad, inicialmente en el paratriatlón como parte de un grupo de una asociación de desafíos. Entrena en Beit HaLochem Tel Aviv con el entrenador Guy Strick.
Chernoy representó a Israel en los Juegos Paralímpicos de Verano de 2016 en Río de Janeiro junto con Reuven Magnaji en remo, y quedaron en noveno lugar en la categoría de dobles mixtos. Después de los juegos, solicitó cambiar al deporte de tiro para personas con discapacidad por razones personales y profesionales. Chernoy obtuvo el 12° lugar en el Campeonato Mundial de 2018, entre 47 participantes, en una disciplina mixta para mujeres y hombres - rifle de aire a 10 metros en posición propensa, terminando tercera entre las mujeres.
En el Campeonato Mundial de 2019, celebrado en Australia, en una competencia mixta para mujeres y hombres, Chernoy terminó en tercer lugar en estilo libre a 50 metros en posición propensa, ganando una medalla de bronce en tiro. Gracias a este logro, se convirtió en la 16.ª atleta de la delegación israelí de los Juegos Paralímpicos de Verano 2020. En Tokio 2020, celebrados en agosto de 2021, Chernoy representó a Israel en tiro.
En marzo de 2022, Chernoy ganó una medalla de oro en el Campeonato Europeo por Equipos en rifle, en la posición propensa a 10 metros, junto con Eli Chabra y Ofer Zur.
En noviembre de 2022, obtuvo una medalla de bronce en el Campeonato Mundial en Abu Dhabi en la prueba mixta de rifle de aire a 10 metros. Con esto, logró el criterio para los Juegos Olímpicos de París. En septiembre de 2023, en el Campeonato Mundial en Lima, Perú, Chernoy ganó la medalla de oro en tiro con rifle de aire a una distancia de 10 metros, y unos días después obtuvo la medalla de bronce en tiro libre de 60 balas a una distancia de 50 metros en posición propensa.
Compitió por Israel en los Juegos Paralímpicos de París 2024; ahora realiza capacitaciones y cursos en la Corporación Eléctrica de Israel.

## Vida personal
Se animó a practicar tiro paralímpico después de conocer al equipo de tiro israelí en los Juegos Paralímpicos de 2016 en Río de Janeiro. Chernoy, actualmente, está en una relación con Efrat y es madre de dos hijos.